# Jan Pakuła
Jan Pakuła (ur. 23 lutego 1930 w Oszkowicach, zm. 21 października 2016) – polski dziennikarz i działacz społeczny. Brat Zdzisława Pakuły

## Życiorys
W 1950 r. ukończył I Państwowe Liceum i Gimnazjum im. Mikołaja Kopernika w Łodzi, Wydziału Prawa Uniwersytetu Łódzkiego i Uniwersytetu im. Adama Mickiewicza w Poznaniu. W młodości związany był z ruchem ludowym Wici. W latach 60. XX wieku był zastępcą redaktora naczelnego „Głosu Koszalińskiego”. W latach 1965–1974 pełnił funkcję redaktora naczelnego Rozgłośni Polskiego Radia w Łodzi, a następnie w latach 1978–1981 funkcję redaktora naczelnego „Głosu Robotniczego”. Od 1990 był na emeryturze. Należał do Stowarzyszenia Dziennikarzy Polskich i Stowarzyszenia Dziennikarzy Rzeczypospolitej Polskiej.
Pochowany na cmentarzu rzymskokatolickim Matki Bożej Nieustającej Pomocy w Łodzi.

## Wybrane odznaczenia
- Krzyż Komandorski Orderu Odrodzenia Polski[3],
- Order Sztandaru Pracy II klasy,
- Honorowa Odznaka miasta Łodzi[3].